# تیرنه دل پینو
تیرنه دل پینو (انگلیسی: Tyronne del Pino؛ زادهٔ ۲۷ ژانویهٔ ۱۹۹۱) بازیکن فوتبال اهل اسپانیا است.
از باشگاه‌هایی که در آن بازی کرده‌است می‌توان به باشگاه فوتبال اوئسکا و باشگاه فوتبال لاس پالماس اشاره کرد.